# Церковь иконы Пресвятой Богородицы «Умиление» (Нижний Новгород)
Церковь в честь иконы Пресвятой Богородицы «Умиление» — приходской храм Молитовского благочиния Нижегородской епархии Русской православной церкви в микрорайоне Молитовка Нижнего Новгорода. Является самым большим деревянным храмом в Нижегородской области.

## Село Молитовка
Впервые Молитовка упоминается в Писцовой книге 1621 года. Владел селом помещик Мисюрь Соловцев. Название селу дали бурлаки. По традиции они останавливались напротив села и молились на звон колоколов церкви расположенной в устье речки Молитовки (ныне река Ржавка).
В 1898 году нижегородскими купцами Н. А. Бугровым, Я. Е. Башкировым и М. Е. Башкировым в Молитовке была построена льнопрядильная мануфактура. В 1905 году на средства Товарищества Нижегородской льнопрядильной мануфактуры в каменном здании общежития рабочих фабрики была построена одноперстольная Церковь преподобного Сергия Радонежского. Колокольня была деревянная.
Родился 8 октября 1868 года в селе Кладбищи Сергачского уезда Нижегородской губернии и происходил из семьи священника протоиерея Николая Никольского. В 1891 году он окончил Нижегородскую духовную семинарию и вернулся в родительский дом. 24 августа 1892 года, будучи уже женатым, был рукоположен во иерея и определен настоятелем Казанской церкви села Крутца Нижегородского уезда. В 1903 году отец Иоанн был перемещен на новый приход в село Терюшево, а спустя два года он стал настоятелем храма при Молитовской фабрике. В июне 1921-го, Губернский исполком сообщил в комитет льнопрядильной фабрики, что постановлением Комитета юстиции церковь при больнице закрывается. Вследствие этого решения властей 20 августа 1921 года отец Иоанн епископом Евдокимом (Мещерским) был переведен в соседний приход, на должность второго священника Спасо-Преображенской церкви села Карповка. В 1933 году будущий священномученик был под арестом три с половиной месяца. Последние годы жизни отец Иван служил в Спасо-Преображенской церкви поселка Карповка на окраине города Горького.
6 августа 1937 года он был арестован вместе с группой священников и мирян и заключён в городскую тюрьму. Арестованный обвинялся в участии в «контрреволюционной фашистской организации», будто бы возглавляемой Горьковским митрополитом Феофаном. Виновным себя священник не признал, давать показания на других людей отказался. 21 сентября особой тройкой при УНКВД приговорен к высшей мере наказания. 4 октября расстрелян и погребен в безвестной общей могиле на Бугровском кладбище. Он принял мученическую кончину в один день со своим младшим братом священномучеником протоиереем Александром Никольским.
Прославлен в лике святых Архиерейским собором в 2000 году.
По штату полагались 2 священника, диакон, 2 псаломщика. Усадебной земли и церковных домов приход не имел.
В церкви служили священники: Никольский Иоанн Николаевич (прославлен в лике святых в 2000 году), Любимский Иоанн Иоаннович, Лотоцкий Прокопий Иванович, диакон Архангельский Александр Николаевич.
В 1917 году в приходе Сергиевской церкви было 315 мужчин и 531 женщина, то есть всего 846 рабочих.
В июне 1921 года домовая церковь при фабричной казарме была закрыта.
В этом же году в селе Молитовка на средства церковной общины началось строительство деревянной Покровской церкви. Церковное имущество закрытой Сергиевской церкви было использовано в строящемся храме. В 1929 году администрация города Канавино расторгло договор с общиной Покровской церкви в поселке Молитовка. Церковь была закрыта, здание использовалось под детские ясли.

## Создание прихода
В 2001 году жители организовали общину в честь иконы Божией Матери «Умиление», положившую начало приходской жизни. Общине было выделено помещение бывшей молочной кухни на улице Заводская в доме 17. В этом помещении читали Псалтирь, по выходным приходил священник и совершались молебны, при приходе действовала воскресная школа.
Община постепенно росла и комнаты в жилом доме уже было недостаточно. В этот период жители района собрали более двух тысяч подписей в поддержку строительства храма. Своё благословение на постройку дал митрополит Николай (Кутепов). Под строительство храма было предложено место на Заречном бульваре, подготовлен современный проект, но дело так и не сдвинулось. Позже новое руководство района выделило участок на пересечении улиц Адмирала Макарова и Даргомыжского.

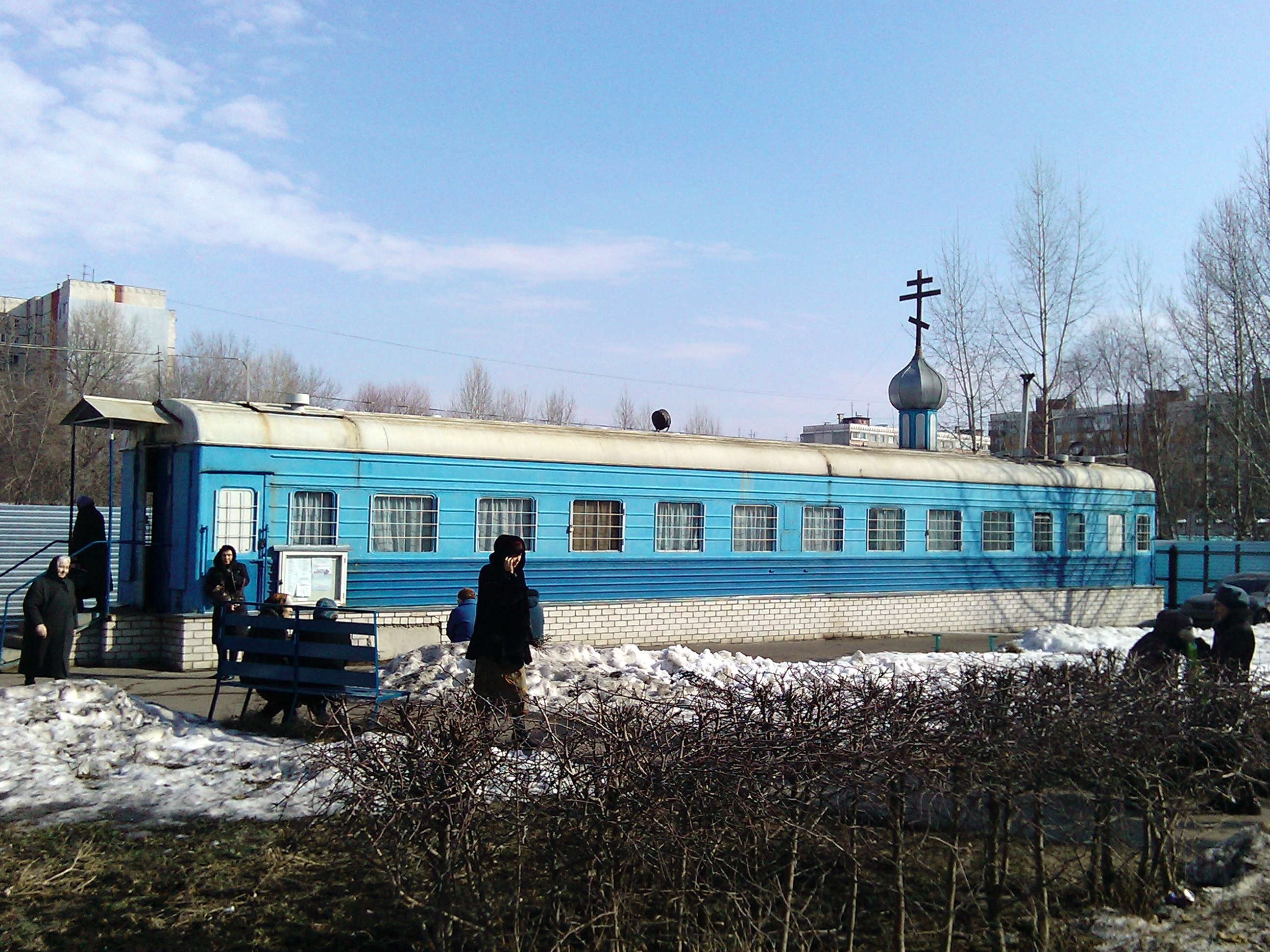
Молитвенный дом

В 2004 году Горьковская железная дорога пожертвовала приходу пассажирский вагон, который был переоборудован под молитвенный дом. Первая служба в нём состоялась 4 декабря, в праздник Введения во храм Пресвятой Богородицы. Над вагоном был сооружён купол и установлен крест. При молитвенном доме была организована воскресная школа.
В 2005 году рассматривался проект строительства храма и комплекса церковных зданий.
28 февраля 2006 года архиепископ Георгий освятил поклонный крест, установленный со стороны улицы Даргомыжского.
В 2007 году началось строительство фундамента для каменного храма.

## Строительство нового храма

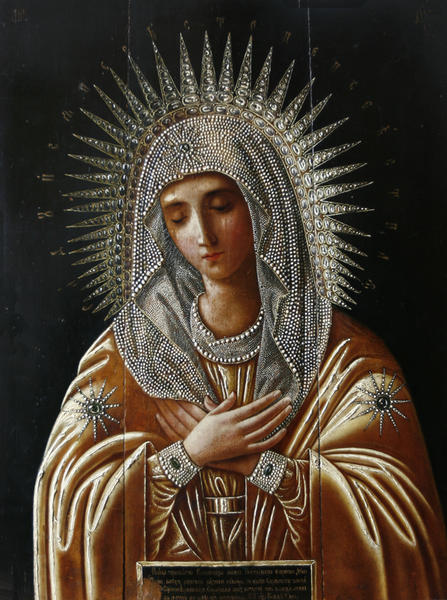
Икона «Серафимово Умиление»

Строительство церкви велось с трудом и большими перерывами. Те кто занимался созданием храма возложили свое упование на Матерь Божию и преподобного Серафима Саровского, решив посвятить новый храм иконе Пресвятой Богородицы «Умиление». Пока шли подготовительные работы и строительство новой церкви, молитвенный дом был одним из двух действующих православных храмов в Ленинском районе города.
В 2009 году активные работы возобновились. В мае в посёлке Сокольском мастерами ООО «Тайга» готовился деревянный сруб, а на постоянном месте, чуть выше, строился новый фундамент. 25 ноября владыка Георгий совершил молебен и закладку капсулы с архиерейской грамотой. К этому времени строительство фундамента было завершено и уложены первые венцы. Архипастырь в своем слове сказал: в том, что мы совершаем освящение места святого храма в честь иконы Матери Божией, именуемой «Умиление», есть связь с четвертым уделом Матери Божией на земле и преподобным батюшкой Серафимом.

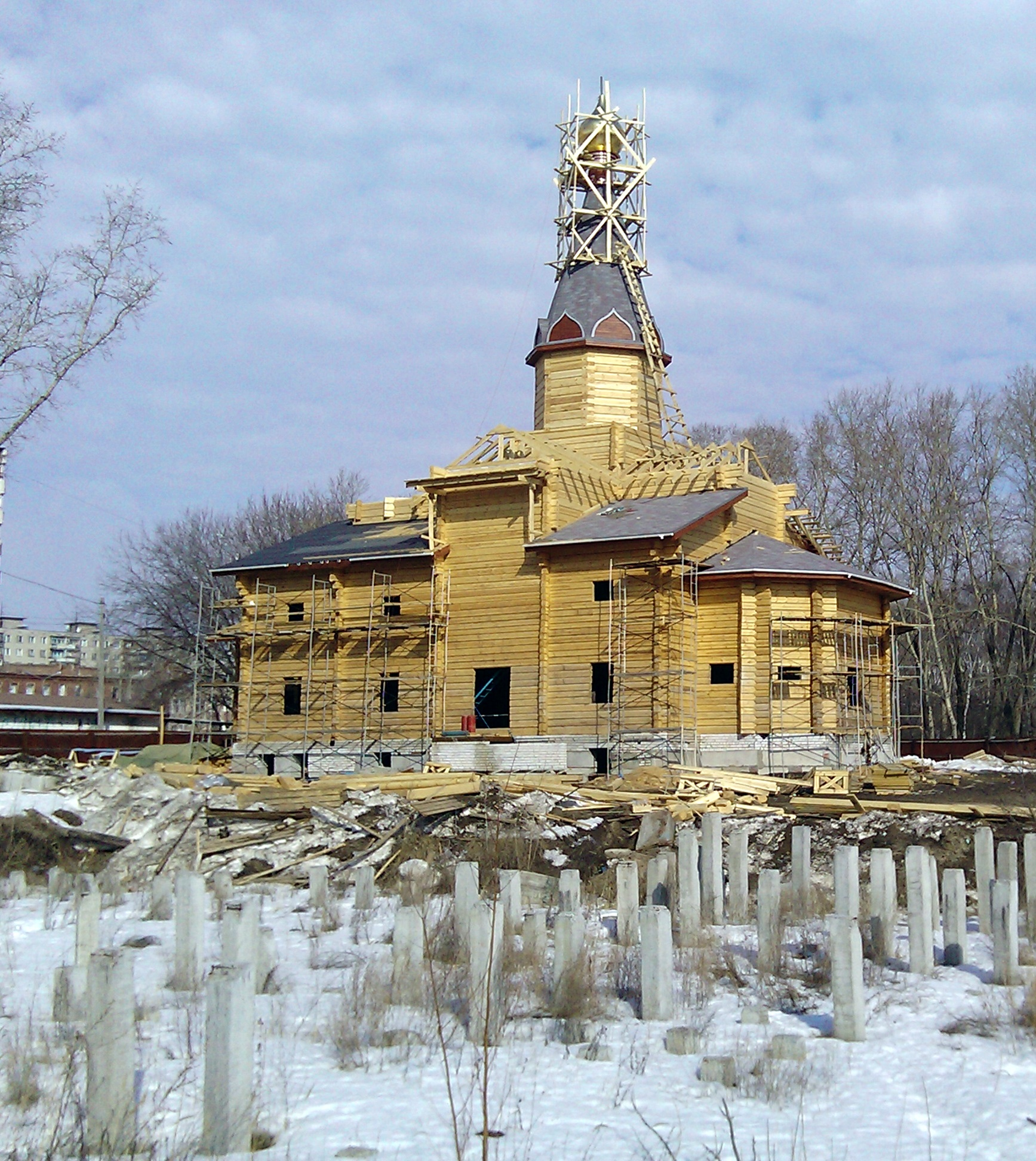
За неделю до освящения малым чином, март 2010 года

27 марта 2010 года архиепископ Нижегородский и Арзамасский Георгий совершил чин освящения куполов и крестов. В тот же день был установлен центральный купол.
3 апреля в Великую субботу протоиерей Александр Малафеев совершил Малый чин освящения храма.
1 декабря в храм прибыл ковчег с частицей мощей святого великомученика и целителя Пантелеимона. С XIX века эта святыня хранится в церкви в честь Рождества Пресвятой Богородицы села Катунки Чкаловского района Нижегородской области и в Нижний Новгород ковчег прибыл впервые.
8 октября 2011 года состоялось освящение цокольного этажа, на  котором были размещены два учебных класса воскресной школы и трапезная.
12 октября для сайта прихода был зарегистрирован домен umilenienn.ru.
16 марта 2012 года приступили к установке паникадила привезенного из Греции. 7 апреля работы были завершены. Летом 2012 года в сотрудничестве с администрацией района приступили к благоустройству территории.
1 января 2013 года митрополит Георгий освятил храм Великим чином. Вместе с многочисленными прихожанами за богослужением молились настоятельница Свято-Троицкого Серафимо-Дивеевского женского монастыря игумения Сергия (Конкова) и сестры обители.
В алтаре два престола. В праздничные дни, воскресные и субботние дни служится две Литургии.
При благоустройстве прихрамовой территории была обустроена детская площадка и церковная лавка.

## Церковь в честь святых апостола Тимофея и мученицы Татианы
В 2016 году Нижегородской епархии было передано здание бывшего общежития Льнопрядильной фабрики в котором с 1905 года располагалась домовая церковь в честь преподобного Сергия Радонежского. 18 марта состоялась первая расчистка территории внутри и вокруг здания 20 марта совместно с прихожанами храма «Умиление» был совершен молебен преподобному Сергию Радонежскому. По окончании молебна благочинный иерей Андрей Наговицин освятил стены здания.
23 мая возле здания был отслужен молебен перед началом доброго дела. К этому времени территория вокруг здания была полностью расчищена и огорожена строительным забором. Благочинный Молитовского округа иерей Андрей Наговицин, строители и все собравшиеся молились Господу о благословении строительных работ и благополучном восстановлении здания. По окончании молебна отец Андрей окропил все здание святой водой.
15 сентября к восстанавливаемой церкви пришел крестный ход с Табынской иконой Пресвятой Богородицы. Перед чудотворной иконой был отслужен молебен.
20 октября молебен впервые был отслужен в стенах восстанавливаемого храма, перед тем местом где будет располагаться алтарь. По окончании совместной молитвы отец Андрей окропил прихожан и рабочих святой водой, затем окропил стены и то место, где будут располагаться купола.
24 декабря 2016 года митрополит Георгий совершил освящение двух куполов, а затем — чин закладки храма в честь святых апостола Тимофея и мученицы Татьяны.
Храм будет занимать часть здания, где разместится православная гимназия имени святых равноапостольных Кирилла и Мефодия. Гимназия станет десятым по счету общеобразовательным учреждением в епархии и первой Нижнем Новгороде, где будет «собственный» храм. «Территория у гимназии будет благоустроена: сквер, детская площадка и памятник святым равноапостольным Кириллу и Мефодию, — как сказал архитектор Юрий Коваль, — место для прогулок, которое должно понравиться нижегородцам».
31 декабря 2017 года митрополит Нижегородский и Арзамасский Георгий совершил чин освящения храма. Также как и пять лет назад, при освящении церкви в честь иконы Умиление, вместе с прихожанами за богослужением молилась настоятельница Свято-Троицкого Серафимо-Дивеевского женского монастыря игумения Сергия (Конкова).
Настоятелем был назначен иерей Аркадий Забатурин.
27 августа 2018 года была освящена православная гимназия в честь святых равноапостольных Кирилла и Мефодия. Чин освящения совершил благочинный Молитовского округа иерей Андрей Наговицын.

## Настоятели
- протоиерей Олег Владимиров (7 июня 2004 года[27] — 20 июня 2006 года[28])
- архимандрит Кирилл (Покровский) (до 10 июля 2008 года[29])
- иерей Александр Малафеев (10 июля 2008 года[7][30] — 11 апреля 2013 года), во время его служения была построена деревянная церковь; первый благочинный Молитовского округа
- иерей Дионисий Покровский (с 11 апреля 2013 года[31])
- иерей Андрей Наговицин (с сентября 2015 года)
- иерей Михаил Минюхин
- иерей Иоанн Минин

## Молитовское благочиние
После создания в 2012 году Нижегородской митрополии было изменено деление нижегородских церквей по благочинническим округам. Были упразднены номерные округа и введено территориальное деление по районам.
В Молитовский благочиннический округ были включены две действовавшие в то время церкви:
- Спасо-Преображенская церковь (Карповка),
- Церковь Иконы Пресвятой Богородицы «Умиление».

Благочинным был назначен настоятель церкви Иконы Пресвятой Богородицы «Умиление»
Позднее в микрорайоне Красная Этна по адресу Кировская улица, 9 была открыта молитвенная комната. В 2015—2016 годах в ней проводились евангельские чтения, Рождественские встречи.
10 марта 2016 года митрополит Георгий подписал прошение благочинного Андрея Наговицина об открытии Молитовского духовно-просветительского центра имени преподобного Серафима Саровского. В рамках благочиния проект апробировался с 17 января 2015 года и представлен несколькими направлениями:
- образовательное: воскресная школа и воскресная школа для взрослых, центр изучения православной культуры, центр изучения языков Священного Писания, евангельские чтения, формируется также учебно-методическое объединение православных преподавателей высших учебных заведений Нижнего Новгорода;
- культурное: библиотека христианской литературы, православный кинолекторий «Лик», просветительский проект «Душа обязана трудится», направленный на ознакомление с православной культурой сотрудников библиотек Ленинского района;
- молодёжное: военно-патриотической дружина в честь преподобных монахов-воинов Ильи Муромца и Александра Пересвета и объединение православной молодёжи «Вечный город»[35]

При благочинии действуют также семейный клуб «Родничок», волонтёрское движение «Сострадание», трезвенническое движение по реабилитации алко- и наркозависисмых и созависимых людей и антиабортническое движение «За жизнь».
24 сентября 2017 года был открыт семейный центр «Ковчег» в честь святых благоверных князя Петра и княгини Февронии.
В 2016—2017 годах была построена церковь в честь святых апостола Тимофея и мученицы Татианы.
20 февраля 2018 года был зарегистрирован домен molit-nne.ru, на котором размещён сайт благочиния. В 2018 году на реконструкцию под храм передано здание по адресу улица Героя Самочкина, 2. Здание находилось в запустении, ранее там располагалось отделение милиции.